# Friedolsheim

Friedolsheim este o comună în departamentul Bas-Rhin, Franța. În 1 ianuarie 2022 avea o populație de 266 de locuitori.